# Spilogona disparata
Spilogona disparata este o specie de muște din genul Spilogona, familia Muscidae, descrisă de Huckett în anul 1967.
Este endemică în California. Conform Catalogue of Life specia Spilogona disparata nu are subspecii cunoscute.